# Isabella De Rosis
Isabella De Rosis (ur. 3 czerwca 1842 w Rossano, Kalabrii w Cosenza, zm. 11 sierpnia 1911 w Neapolu) – włoska służebnica boża Kościoła katolickiego.

## Życiorys
Isabella De Rosis urodziła się 3 czerwca 1842 roku jako córka Domicjana i Gabrielli De Rosis. Mając 10 lat rozpoczęła naukę w szkole z internatem w klasztorze świętej Chiary w Neapolu. W 1869 roku w wieku 27 lat wstąpiła jako postulantka do Sióstr Miłosierdzia w Neapolu, a stamtąd przeniosła się do Paryża, którą opuściła po dwóch latach z powodów zdrowotnych. Założyła zgromadzenie Sióstr Zadośćuczynienia. Zmarła 11 sierpnia 1911 roku mając 69 lat. W 1934 roku rozpoczął się jej proces diecezjalny do jej beatyfikacji.